# Зародники
Зародники — деревня в Оханском городском округе Пермского края России.

## Географическое положение
Деревня расположена на расстоянии примерно 6 километров на запад от села Острожка.

## История
Известна с 1762 года как деревня Зароднишенская. С 2006 по 2018 год входила в состав Острожского сельского поселения Оханского района. После упразднения обоих муниципальных образований стала рядовым населённым пунктом Оханского городского округа.

## Климат
Климат умеренно континентальный. Наиболее тёплым месяцем является июль, средняя максимальная температура которого 24,8 °C, а самым холодным январь со среднемесячной температурой −17,3 °C. Среднегодовая температура 2,1 °C.

## Население
Постоянное население в 2002 году 120 человек (99 % русские), в 2010 113 человек.